# Платун, Антон Мартынович
Антон Мартынович Платун (бел. Антон Мартынавіч Платун; 13 ноября 1896, д. Омлинцы, Слуцкий  уезд, Минская губерния, Российская империя — 15 июня 1938, Новосибирская область, РСФСР) — советский белорусский государственный деятель, Нарком просвещения БССР (1929—1933).

## Биография
Родился 13 ноября 1896 года в д. Омлинцы Слуцкого уезда Минской губернии в многодетной белорусской крестьянской семье.
Участник Первой мировой и Гражданской войн. В 1920 году вступил в РКП(б). С января 1921 по февраль 1923 года — заведующий отделом Мозырского уездного комитета КП(б)Б, секретарь уездного исполнительного комитета, командир отряда части особого назначения.
С февраля по май 1923 года — заведующий отделом Борисовского уездного комитета КП(б)Б. С июня 1923 года по июль 1924 года — помощник прокурора. С августа 1924 по февраль 1925 года — инструктор Борисовского окружного комитета КП(б)Б, с марта 1925 по сентябрь 1925 года — заведующий орготделом окружного комитета партии, с октября 1925 года по май 1927 года — секретарь Слуцкого окружного комитета КП(б)Б. Участник IX–XIV съездов КП(б)Б. На IX съезде в 1925 году избран кандидатом в члены Центрального комитета КП(б)Б. В 1927 году на X съезде избран членом Центрального комитета КП(б)Б.
С мая 1927 года — председатель Центрального правления профсоюза работников просвещения БССР и редактор журнала «Профсоюз Белоруссии».
Антон Платун одобрял репрессии. Его позиция, связанная с поддержкой репрессий, способствовала назначению его на пост Наркома просвещения Белорусской ССР, несмотря на собственную необразованность Платуна. 31 августа 1929 года он был назначен Наркомом просвещения Белорусской ССР, сменив на этой должности репрессированного Антона Балицкого. В 1931 году, не имея никакого отношения к науке и научным достижениям, он получил звание академика Академии наук БССР. На посту наркома он продолжил линию борьбы с «национальной демократией».
10 марта 1933 года снят с должности Наркома просвещения БССР и направлен на партийную работу в Западную Сибирь.
В Новосибирской области РСФСР занимал должность председателя политотдела Кочановского зерносовхоза. В период массовых политических репрессий 2 сентября 1937 года арестован по обвинению в «участии в антисоветской протроцкистской организации» и приговорен Высшей коллегией Верховного Суда СССР к расстрелу с конфискацией имущества. Расстрелян 15 июня 1938 года. Посмертно реабилитирован 5 декабря 1957 года «за отсутствием состава преступления».

## Труды
- За культурную рэвалюцыю. — Мн.: Белдзяржвыд, 1931. — 40 с.
- Итоги культурного строительства в БССР за 10 лет / А. М. Платун. — Л. — М.: Государственное социально-экономическое издательство, 1931. — 54, [2] с.
- Нацыянальна-культурнае будаўніцтва ў БССР: Да Усебеларускага камсамольскага палітбою. — Мн.: Белдзяржвыд, 1930. — 23, [1] с.